# Renzo Ferrari
Renzo Ferrari (Cadro, 8 febbraio 1939) è un artista svizzero.

## Biografia
Renzo Ferrari nasce l'8 febbraio 1939 a Cadro, presso Lugano, nel Canton Ticino. 
Si forma a Milano, dove frequenta il liceo artistico e successivamente l'Accademia di Belle Arti di Brera; fra i suoi insegnanti a Brera figurano Luigi Santucci, Guido Ballo, Pompeo Borra, Luciano De Vita, Gianfilippo Usellini. Nel 1974 gli viene conferito il Premio Feltrinelli per la pittura nell'ambito della XVIII Biennale regionale d'arte della Città di Milano. La Civica Galleria d'Arte Villa dei Cedri di Bellinzona presenta nel 1990 un'antologica comprendente la produzione del ventennio tra il 1970 e il 1990; nel 1999 presso la stessa sede è inaugurato il Fondo Ferrari. La recente produzione dell'artista è oggetto di esposizioni presso il Museo Epper di Ascona (1993), Palazzo Sarcinelli di Conegliano (1995 e 1998), il Broletto di Como (2003) e il Museo Civico di Belle Arti di Lugano (2004), oltre all'ultima retrospettiva “Renzo Ferrari. Visioni nomadi” realizzata tra il 2014 e il 2015 al Musée d'art e d'histoire di Neuchâtel e al Museo Cantonale d'Arte di Lugano.
Nel 2009 riceve il Premio Morlotti alla carriera. Le opere di Renzo Ferrari figurano in raccolte pubbliche (Civica Raccolta Bertarelli e Museo della Permanente di Milano; Museo Civico di Belle Arti e Museo Cantonale d'Arte di Lugano; Civica Galleria d'Arte Villa dei Cedri di Bellinzona; Centro Studi e Archivio della Comunicazione dell'Università di Parma) e in collezioni private sia in Svizzera che all'estero.

## Premi e riconoscimenti
- Premio Feltrinelli per la pittura 1974, XVIII Biennale regionale d'arte della Città di Milano
- Premio Morlotti alla carriera 2009
- Premio Nazionale di disegno Diomira 1964

## Mostre
- Galleria Bergamini 1977
- Museo Epper 1993
- Museum zu Allerheiligen 1995
- "Renzo Ferrari. Visioni Nomadi" Maggio-Agosto 2015; LAC, Lugano e Losanna. Mostra a cura di Nessi A. - Sonderegger C.
- "Renzo Ferrari. Le carte e i giorni. formati a confronto. 1958-2016" Luglio 2016; Fondazione Stelline, Milano. Mostra a cura di Pontiggia E.- Mario Botta - Vito Noto

## Raccolte pubbliche
- Civica raccolta delle stampe Achille Bertarelli
- Museo della Permanente di Milano
- MASI Lugano di Lugano
- Civica Galleria d'Arte Villa dei Cedri di Bellinzona
- Centro Studi e Archivio della Comunicazione dell'Università di Parma

## Articoli
- spaziotadini.com[1]
- ticinonews.ch Archiviato il 23 settembre 2016 in Internet Archive.[2]
- rsi.ch[3]